# Diplodoki
Diplodoki (Diplodocidae) – rodzina zauropodów, której nazwa oznacza "dwubelkowe" Obejmowała ona jedne z największych istot żywych wszech czasów, takie jak Diplodocus czy Supersaurus (ok. 34 m długości). Do Diplodocidae bywa też zaliczany opisany przez Edwarda Drinkera Cope'a rodzaj Amphicoelias, z gatunkami A. altus i A. fragillimus (ten ostatni znany z pojedynczego uszkodzonego kręgu, który zaginął); jeśli faktycznie należał on do Diplodocidae, to istnieje możliwość, że przedstawicielami tej rodziny były największe zwierzęta lądowe wszech czasów (Gregory Paul (1994), opierając się na porównaniach z diplodokiem, oszacował całkowitą długość ciała A. fragillimus na 40–60 m długości, a jego masę na 100-150 t; Kenneth Carpenter (2006), również w oparciu o porównania z diplodokiem, oszacował długość A. fragillimus na 58 m, a jego masę na 122,4 tony). Z analizy kladystycznej przeprowadzonej przez Whitlocka (2011) wynika jednak, że Amphicoelias mógł być bazalnym przedstawicielem Diplodocoidea nienależącym do Diplodocidae.
Większość gatunków, które z pewnością można sklasyfikować jako przedstawicieli tej rodziny, żyła w późnej jurze; jeden gatunek, południowoamerykański Leinkupal laticauda, żył we wczesnej kredzie (berrias lub walanżyn). Do przedstawicieli Diplodocidae mogą też należeć niektóre skamieniałości odkryte w osadach angielskiej grupy Wealden, w tym kość śródręcza odkryta w reprezentujących berrias lub walanżyn osadach grupy Hastings Beds niedaleko Bexhill w hrabstwie East Sussex; jeśli kości te rzeczywiście należałyby do przedstawicieli Diplodocidae, to dowodziłyby one przetrwania przedstawicieli rodziny do wczesnej kredy. Jednak według Manniona i współpracowników (2012) nie można z pewnością stwierdzić, czy którakolwiek z tych skamieniałości należała do przedstawiciela Diplodocidae; np. wspomnianą wyżej kość śródręcza według tych autorów można jedynie uznać za należącą do zauropoda o niepewnej pozycji filogenetycznej. We wczesnokredowych (prawdopodobnie apt, choć mogą być nieco młodsze) osadach formacji Qingshan w prowincji Szantung w Chinach odkryto pojedynczy kręg ogonowy (oznaczony PMU R263), którego budowa według Paula Upchurcha i Philipa Manniona (2009) wykazuje duże podobieństwo do kręgów ogonowych diplodoków. Z przeprowadzonej przez autorów analizy kladystycznej wynika, że PMU R263 należał do bazalnego przedstawiciela podrodziny Diplodocinae, będącego taksonem siostrzanym do kladu tworzonego przez rodzaje Diplodocus i Barosaurus. Odkrycie tego kręgu może dowodzić, że diplodoki przetrwały – przynajmniej na obszarach dzisiejszej Azji – co najmniej do aptu. Jednak zdaniem Whitlocka i współpracowników (2011) budowa kręgu wykazuje większe podobieństwo do kręgów zauropodów z kladu Titanosauriformes; analiza kladystyczna przeprowadzona przez autorów nie potwierdza jego przynależności ani do Diplodocoidea (w tym Diplodocidae), ani do Titanosauriformes. W 2022 roku na kręgu szyjnym diplodoków znaleziono ślady infekcji dróg oddechowych.   

## Budowa
Zwierzęta te były lżej zbudowane niż tytanozaury i brachiozaury. Posiadały puste w środku kości, które znacząco zmniejszały ciężar ich potężnych cielsk. Miały krótkie nogi, z czego tylne kończyny były dłuższe, niż przednie, co sprawiało, że tułów obniżał się w kierunku szyi. Na początku lat 1990. opisano okaz przedstawiciela tej rodziny z rzędem kolczastych wyrostków zbudowanych z keratyny, ciągnących się wzdłuż grzbietu w kierunku ogona. Późniejsze badania wykazały, że były one rozłożone bardziej równomiernie wzdłuż grzbietu i nie tworzyły rzędu, zmniejszającego się wzdłuż tułowia. Mogły je posiadać wszystkie diplodoki, ale z uwagi na rzadkie przypadki zachowania się tkanek skórnych nie można tego z całą pewnością potwierdzić. Owe zauropody miały bardzo długie szyje. Dawniej były przedstawiane jako zrywające liście z koron drzew, ale najnowsze badania wykazały, że nie mogły one podnosić szyi pod takim kątem, gdyż złamałyby ją sobie. Obecnie uważa się, że trzymały ją poziomo, zrywając paprocie itp. Ich głowy, podobnie jak innych zauropodów, były w porównaniu z resztą ciała bardzo małe. Otwory nosowe diplodoków nie leżały z przodu głowy, lecz były wysunięte bardziej do tyłu. Prawdopodobniej połykały gastrolity, co pomagało im w trawieniu roślin (podobnie jak współczesne ptaki). Inną cechą diplodoków były bardzo długie, biczowate ogony, grube przy podstawie i zmniejszające się w kierunku końca. Badania wykazały, że podczas uderzenia mogły wydać dźwięki o natężeniu ponad 200 decybeli. Mogły one służyć do porozumiewania się lub do obrony przed napastnikami. Tę drugą teorię potwierdza materiał kopalny; niektóre ogony posiadają uszkodzenia, które mogły powstać w czasie walki.

## Klasyfikacja
Rodzinę Diplodocidae umieszcza się w nadrodzinie Diplodocoidea. Oprócz niej zalicza się do niej także inne rodziny zauropodów, jak dikreozaury czy rebbachizaury. Znane z Ameryki Północnej, Afryki i Eurazji. Rodzina ta bierze nazwę od nazwy jej najbardziej znanego członka – diplodoka.
- Rodzina Diplodocidae
  - Amphicoelias
  - Podrodzina Apatosaurinae
    - Apatosaurus
    - Brontosaurus

  - Podrodzina Diplodocinae
    -  ?Australodocus[12] (z analizy kladystycznej przeprowadzonej przez Whitlocka, 2011 wynika jednak jego przynależność do Macronaria[4])
    - Barosaurus
    - Dinheirosaurus[13]
    - Diplodocus
    - Galeamopus
    - Kaatedocus
    - Leinkupal
    - Supersaurus
    - Tornieria